# Linda Weiss
Linda Marguerite Weiss (* 11. Juli 1958) ist eine australische Politikwissenschaftlerin.

## Werdegang, Forschung und Lehre
Weiss studierte zunächst Italienisch an der Ausländeruniversität Perugia, an der sie 1975 ihr Studium abschloss. Bis 1979 studierte sie anschließend Politikwissenschaft, Soziologie und Italienisch an der Griffith University in Brisbane, an der sie 1979 als Bachelor of Arts graduierte. 1984 schloss sie ihr Ph.D.-Studium an der London School of Economics and Political Science mit einer Arbeit über das Nachkriegszeit in Italien ab. Ab 1987 gehörte Weiss als Lecturer zum Mitarbeiterstab der Griffith University. 1991 wechselte sie an die Universität Sydney, wo sie 1993 zum Senior Lecturer und 1996 zum Associate Professor aufstieg. 2001 wurde sie an der Hochschule zur ordentlichen Professorin berufen. 2010 wurde sie emeritiert. Als Gastdozentin wirkte sie an verschiedenen Hochschulen in Europa, den Vereinigten Staaten und Asiens.
Die Schwerpunkte in Forschung und Lehre von Weiss liegen insbesondere in Fragen der Globalisierung und der Entwicklungshilfepolitik. Dabei setzte sie sich intensiv unter anderem mit der Demokratisierung in Ostasien nach dem Zweiten Weltkrieg und der Entwicklung zur Marktwirtschaft insbesondere seit den 1980er Jahren auseinander. Zudem analysierte sie Freihandelsabkommen wie das AUSFTA, aber auch die US-amerikanische Innovations- und Technologiepolitik.
Weiss wurde für ihre Arbeit mehrfach ausgezeichnet. Seit 2004 ist sie Fellow der Australian Academy of Social Sciences, zudem ist sie Fellow des Asia Research Institutes. 2007 erhielt sie die Ehrenprofessorwürde der Universität Aarhus.